# Медиакское медресе
Медиакское медресе́ — медресе, действовавшее в деревне Медиак Оренбургской губернии (ныне в Аргаяшском районе Челябинской области) в XIX—XX веках. Медресе было основано при мечети в 1885 году и обучало будущих служителей ислама — мулл и имамов.

## История медресе
Медресе основано в декабре 1885 года в деревне Медиак Челябинского уезда Оренбургской губернии, на базе мектебе при преобразовании пятивременной мечети в соборную мечеть.
Медресе содержалось в основном на средства представителей башкирского рода Курбангалиевых и прихожан мечети. Имам-хатыбом соборной мечети и одновременно мударрисом медресе был назначен выпускник медресе города Троицк Оренбургской губернии ишан Габидулла Курбангалиев, а мугаллимом — дворянин Даут Кучуков.
На рубеже XIX—XX веков в Волго-Уральском регионе, в том числе и в башкирском Зауралье, появляются джадидистские мектебы и медресе медресе — «Гусмания», «Расулия», «Галия», медресе в Стерлибаше и другие. Но в медиакском медресе обучение продолжалось по старой методике, в основе которой лежало заучивание Корана, сунн и других религиозных текстов. Причиной того являлось что ахун Оренбургского края Габидулла-ишан был противником этих нововведений в конфессиональном образовании. Несмотря на это, Медиакское медресе был в числе самых известных мусульманских учебных заведений, отличалось хорошей постановкой учебного процесса, в нем углубленно изучались Коран, арабский язык, персидский язык, теология и другие традиционные предметы.
После ухода оставшихся на стороне белых частей башкирских войск в Сибирь и далее в Забайкалье, медресе в деревне Медиак было закрыто.

## Известные выпускники
- Курбангалиев, Мухаммед-Габдулхай — башкирский просветитель, выдающийся религиозный, политический и общественный деятель первой половины XX века, основатель первых мусульманских обществ Японии и Маньчжурии.[3]